# Vargem Grande do Sul (kommun)
Vargem Grande do Sul är en kommun i Brasilien.   Den ligger i delstaten São Paulo, i den sydöstra delen av landet, 700 km söder om huvudstaden Brasília. Antalet invånare är 39 266.
Följande samhällen finns i Vargem Grande do Sul:
- Vargem Grande do Sul

Omgivningarna runt Vargem Grande do Sul är en mosaik av jordbruksmark och naturlig växtlighet. Runt Vargem Grande do Sul är det ganska tätbefolkat, med 155 invånare per kvadratkilometer.